# بطمة
بطمة هي إحدى القرى اللبنانية من قرى قضاء الشوف في محافظة جبل لبنان.
اصل التسمية
سميت بطمة نسبة إلى احتوائها على الكثير من أشجار البطم

تقع بطمة في قضاء الشوف أحد أقضية محافظة جبل لبنان هذه المحافظة هي واحدة من ثمان محافظات يتشكل منها لبنان الإداري.
تبعد بطمة 50 كلم (31.07 مي) عن بيروت عاصمة لبنان. ترتفع 950 م (3116.95) قدم - 1038.92 يارد) عن مستوى سطح البحر وتمتد على مساحة 200 هكتاراً (2 كلم² - 0.772 مي²)